# 1498

## أحداث
- نهاية الحرب الإيطالية 1494-1498 في 1498 والتي بدأت في 1494.
- المستكشف البرتغالي فاسكو دا غاما بزور كيليماني وموزمبيق في جنوب شرق أفريقيا ويزور كاليكوت علي ساحل مليبار

## مواليد
- أندريس دي أوردانيتا
- بيدرو دي فالديفيا

## وفيات
- جون كابوت
- سافونارولا